# Wereldkampioenschappen synchroonzwemmen 2024 – Solo technische routine vrouwen
De technische routine voor solisten tijdens de wereldkampioenschappen synchroonzwemmen 2024 vond plaats op 2 en 3 februari 2024 in de Aspire Dome in Doha, Qatar.

## Uitslag
De eerste twaalf solisten, hier aangegeven met groen, gingen door naar de finale.
| Rang   | Naam                     | Land          | Voorronde | Voorronde | Finale        | Finale        |
| Rang   | Naam                     | Land          | Punten    | Rang      | Punten        | Rang          |
| ------ | ------------------------ | ------------- | --------- | --------- | ------------- | ------------- |
| Goud   | Evangelia Platanioti     | Griekenland   | 270,1901  | 1         | 272,9633      | 1             |
| Zilver | Jacqueline Simoneau      | Canada        | 260,7500  | 3         | 269,2767      | 2             |
| Brons  | Xu Huiyan                | China         | 258,2067  | 4         | 262,3700      | 3             |
| 4      | Vasilina Khandoshka      | Neutrale vlag | 253,1917  | 5         | 261,7466      | 4             |
| 5      | Klara Bleyer             | Duitsland     | 231,8401  | 9         | 237,1333      | 5             |
| 6      | Vasiliki Alexandri       | Oostenrijk    | 264,5967  | 2         | 234,4984      | 6             |
| 7      | Kyra Hoevertsz           | Aruba         | 221,3450  | 11        | 227,1683      | 7             |
| 8      | Mari Alavidze            | Georgië       | 233,5017  | 7         | 216,7634      | 8             |
| 9      | Susanna Pedotti          | Italië        | 238,2967  | 6         | 215,0833      | 9             |
| 10     | Marloes Steenbeek        | Nederland     | 231,9267  | 8         | 210,9300      | 10            |
| 11     | Mónica Arango            | Colombia      | 230,6650  | 10        | 201,3300      | 11            |
| 12     | Karina Magrupova         | Kazachstan    | 219,8800  | 12        | 199,9433      | 12            |
| 13     | Jasmine Verbena          | San Marino    | 217,9267  | 13        | Uitgeschakeld | Uitgeschakeld |
| 14     | Viktória Reichová        | Slowakije     | 216,1600  | 14        | Uitgeschakeld | Uitgeschakeld |
| 15     | Ece Üngör                | Turkije       | 212,4533  | 15        | Uitgeschakeld | Uitgeschakeld |
| 16     | Jullia Catharino         | Brazilië      | 209,1350  | 16        | Uitgeschakeld | Uitgeschakeld |
| 17     | Sandra Freund            | Zweden        | 207,4601  | 17        | Uitgeschakeld | Uitgeschakeld |
| 18     | Nadine Barsoum           | Egypte        | 203,3500  | 18        | Uitgeschakeld | Uitgeschakeld |
| 19     | Ana Culic                | Malta         | 189,7283  | 19        | Uitgeschakeld | Uitgeschakeld |
| 20     | Patrawee Chayawararak    | Thailand      | 188,1168  | 20        | Uitgeschakeld | Uitgeschakeld |
| 21     | Jennifer Russanov        | Nieuw-Zeeland | 187,1066  | 21        | Uitgeschakeld | Uitgeschakeld |
| 22     | Grecia Mendoza           | El Salvador   | 175,0434  | 22        | Uitgeschakeld | Uitgeschakeld |
| 23     | Gabriela Alpajón         | Cuba          | 173,6300  | 23        | Uitgeschakeld | Uitgeschakeld |
| 24     | María Alfaro             | Costa Rica    | 167,3550  | 24        | Uitgeschakeld | Uitgeschakeld |
| 25     | Pinja Kekki              | Finland       | 160,7867  | 25        | Uitgeschakeld | Uitgeschakeld |
| 26     | Jennah Hafsi             | Marokko       | 155,9850  | 26        | Uitgeschakeld | Uitgeschakeld |
| 27     | Hilda Tri Julyandra      | Indonesië     | 152,0934  | 27        | Uitgeschakeld | Uitgeschakeld |
| 28     | Alexandra Mansaré-Traoré | Guinee        | 129,1199  | 28        | Uitgeschakeld | Uitgeschakeld |